# Бальярдо, Тони
То́ни Балья́рдо (франц. Tonino Baliardo) — основной гитарист Gipsy Kings, поп-фламенко-группы из Франции, продавшей во всём мире 18 миллионов альбомов.

## Биография
Родился в городе Монпелье 24 августа, в семье известного цыганского гитариста, исполнителя фламенко Манитас де Плата.
После смерти своего дяди Хосе Рейеса от рака лёгких в 1979 году, вместе со своими братьями Жаком и Морисом, присоединился к группе «Los Reyes», в которой на тот момент также играли его кузены Николя и Андре Рейес. Через некоторое время группа была переименована в Gipsy Kings.
Практически на каждом альбоме Gipsy Kings имеется несколько музыкальных зарисовок, полностью написанных Бальярдо; также Тони выступает в роли соавтора вокальных композиций Gipsy Kings. За дебютным сольным альбомом Essences (2001) последовал второй, названный по имени музыканта Tonino Baliardo (2003).
Его манера игры впечатляет многих гитаристов, и многие бывают удивлены, узнав, что Тони не использует медиатор, разве что только мизрабы, как и все прочие члены Gipsy Kings и исполнители фламенко. Его манера сочинения и манера игры восходят к истокам испанского фламенко. Плюс умение использовать свойственные поп-музыке гармонии и последовательности аккордов, максимально привлекательные для слушателя.
«Тони — самый творческий человек в команде, — говорит Чико Бучикхи, бывший гитарист Gipsy King, соавтор их главного хита „Bamboleo“. — У него множество идей и великолепная фантазия. Он даже в школу ходил с гитарой».
Бальярдо и его одногруппники не сочиняют, не пишут музыку, сказал он в 2007 году в интервью об их альбоме Pasajero. Они выработали свой стиль, всю жизнь постоянно играя и долгие годы учась у того поколения, что уже было прежде и так много привнесло в музыку фламенко.

## Сольные альбомы
- Essences (2001)
- Tonino Baliardo (2003)